# Le Cheval-Blanc (roman de Simenon)
Pour les articles homonymes, voir Cheval blanc.
Le Cheval-Blanc est un roman de Georges Simenon paru en 1938.

## Résumé
À l'occasion d'un week-end, la famille Arbelet s'arrête à Pouilly, à l'hôtel du Cheval-Blanc. Maurice Arbelet est séduit d'emblée par l'atmosphère de l'auberge : il conservera dans son souvenir l'image d'un lieu fort agréable. De singuliers personnages s'y agitent pourtant : Félix, le veilleur de nuit, ancien colonial devenu une espèce de clochard malpropre et cynique, qui n'est autre qu'un vieil oncle de Mme Arbelet, perdu de vue depuis des années ; M. Jean, le patron de l'hôtel, qui abuse de ses bonnes, Rose et Thérèse ; le mari de cette dernière, un Polonais, qui ne se manifeste que lorsqu'il a besoin d'argent... Pourquoi Maurice Arbelet revient-il seul une après-midi au Cheval-Blanc ? Sans doute par pitié pour l'oncle Félix qu'il voudrait décider à entrer dans une maison de retraite. Toujours est-il qu'il assiste à l'esclandre provoqué par le mari de Thérèse et qu'il est touché à la tête d'un projectile destiné à M. Jean. Blessé, il ne peut rentrer chez lui et sa femme vient le chercher le lendemain, sans trop comprendre les raisons de sa visite à l'auberge. 
Sur ces entrefaites, Thérèse est emmenée par la police qui la soupçonne d'avoir volé une montre à un client et Félix est repris par une crise de paludisme qui nécessite la visite d'un médecin. Refusant de se laisser emmener à l'hôpital, il s'empare du revolver de M. Jean pour se défendre. M. Jean, pour comble, s'entend confirmer par le médecin qu'il est atteint de syphilis ; il l'a contractée d'une de ses bonnes, Thérèse, et l'a transmise à l'autre bonne, la jeune et jolie Rose. Le calme de son épouse, qui a deviné la vérité, l'exaspère au point qu'il se sent prêt à tout quitter. Félix, rendu furieux par sa fièvre et de plus en plus obsédé par un désir de tuer qui lui vient du temps de la colonie, tire sur quiconque approche, ce qui nécessite l'intervention des gendarmes. Quand ils arrivent, Félix a tenté vainement de se suicider. 
Quatre ans plus tard, les Arbelet retournent au Cheval-Blanc. Félix, défiguré par son suicide manqué, est toujours gardien de nuit et Rose a quitté le service. Quant aux patrons, c'est avec peine qu'ils reconnaissent les Arbelet : la vie les a repris dans sa ronde.

## Aspects particuliers du roman
Sans intrigue proprement dite, le récit se déroule à la façon d’une peinture de mœurs en plusieurs tableaux : désordres, parfois dramatiques, qui se cachent derrière la placide enseigne d’une auberge de province avec, en contrepoint, une échappée sur le conformisme familial et médiocre d’une petite bourgeoisie. 

## Fiche signalétique de l'ouvrage

### Cadre spatio-temporel

#### Espace
Pouilly : l’auberge du Cheval-Blanc. Nevers.

#### Temps
Époque contemporaine.

### Les personnages

#### Personnage principal
Maurice Arbelet. Employé dans une biscuiterie de Nevers. Marié, deux enfants : Emile et Christian. 35 ans.

#### Autres personnages
- Germaine, épouse de Maurice
- M. Jean et Mme Fernande, patrons du Cheval-Blanc
- Félix Drouin, homme à tout faire au Cheval-Blanc
- Thérèse et Rose, servantes à l’auberge.

## Éditions
- Édition originale : Gallimard, 1938
- Folio Policier n° 182, 2000  (ISBN 978-2-07-041490-1)
- Tout Simenon, tome 21, Omnibus, 2003  (ISBN 978-2-258-06106-4)
- Romans durs, tome 4, Omnibus, 2012  (ISBN 978-2-258-09358-4)
- Romans durs, tome 4, Omnibus, 2023  (ISBN 978-2-258-20261-0)

## Source
- Maurice Piron, Michel Lemoine, L'Univers de Simenon, guide des romans et nouvelles (1931-1972) de Georges Simenon, Presses de la Cité, 1983, p. 82-83  (ISBN 978-2-258-01152-6)